# ダウリングタイ
ダウリング タイ（DOWLING Tai、2003年7月6日 - ）は、ジャパンラグビーリーグワンの三菱重工相模原ダイナボアーズに所属するラグビーユニオン選手。

## 経歴
東京都小平市生まれ。日本国籍を持つ。
大学時代は、オーストラリアのクイーンズランド州にある、ボンド大学のクラブチームBond University Rugby Club（Bond Uni、ボンドユニ）でプレー。
2024年、クイーンズランド工科大学を卒業。
2024年12月5日、三菱重工相模原ダイナボアーズへの入団を発表した。
2025年2月22日に行われたJAPAN RUGBY LEAGUE ONE第9節交流戦埼玉ワイルドナイツ戦にて途中出場でリーグワン公式戦初出場を果たした。